# Bleekkeelbuulbuul
De bleekkeelbuulbuul (Atimastillas flavigula) is een zangvogel uit de familie Pycnonotidae (buulbuuls). Eerder werd deze vogel beschouwd als een ondersoort van de geelkraagbuulbuul (A. flavicollis).

## Verspreiding en leefgebied
De bleekkeelbuulbuul leeft in centraal Afrika in gebieden met dicht struikgewas, bijvoorbeeld langs waterlopen, maar ook aan de rand van bossen. Er worden twee ondersoorten onderscheiden:
- A. f. soror: van centraal Kameroen tot westelijk-centraal Ethiopië en centraal Congo-Kinshasa.
- A. f. flavigula: van Angola tot westelijk Kenia en Tanzania.

## Status
De bleekkeelbuulbuul heeft een groot verspreidingsgebied waardoor de kans op de status kwetsbaar (voor uitsterven) uiterst gering is. De grootte van de populatie is niet gekwantificeerd, maar de vogel is plaatselijk algemeen, daarom staat deze buulbuul als niet bedreigd op de Rode Lijst van de IUCN.